# 金河镇 (宝鸡市)
金河镇，是中华人民共和国陕西省宝鸡市金台区下辖的一个乡镇级行政单位。

## 行政区划
金河镇下辖以下地区：
石桥村、岳家坡村、王家坡村、兴隆村、金塬村、段家坡村、杨家坡村、仝家坡村、谭家坡村、玉池村、周家庄村、洪水沟村、牛氏庙村、寺沟村、焦家沟村、葛河村、陵塬村、金丰村、陵辉村、宝陵村、同心村、陵玉村、扶托村、宝丰村、永利村、紫塬村和马家塬村。 
截止2022年辖17个村:
石桥村、岳家坡村、王家坡村、兴隆村、段家坡村、周家庄村、洪水沟村、牛氏庙村、寺沟村、陵原村、陵辉村、宝陵村、陵玉村、宝丰村、永利村、紫原村